# Denisa Nesvačilová
Denisa Nesvačilová (* 22. července 1991 Tábor) je česká herečka.

## Život
Narodila se v Táboře, ale v jejích čtyřech letech se její rodina přestěhovala do Prahy. Jejím otcem je bývalý prvoligový fotbalista Josef Nesvačil a matkou Romana Nesvačilová. Má sestřenici Petru, která je rovněž herečka.
Od dětství se věnovala moderní gymnastice, soutěžila za oddíl SK Motorlet Praha. Ve škole měla kvůli sportu individuální studijní plán. Se závoděním skončila v patnácti letech kvůli únavovému zranění obratle.
Odmaturovala na pedagogicko-psychologickém lyceu, poté nastoupila na obor činoherní herectví na DAMU, ale vzápětí přestoupila na Katedru autorské tvorby, kterou v roce 2017 ukončila absolventským představením.
Jejím partnerem byl scenárista Petr Kolečko.

## Filmografie

### Film
| Rok  | Název                        | Role   | Poznámky |
| ---- | ---------------------------- | ------ | -------- |
| 2013 | Maturita                     |        |          |
| 2016 | Jak básníci čekají na zázrak | Majka  |          |
| 2016 | Taxi 121                     |        |          |
| 2017 | Miluji tě modře              | Tereza |          |
| 2019 | Přes prsty                   | Pavla  |          |
| 2022 | Srdce na dlani               |        |          |

### Televize
| Rok  | Název                    | Role                  | Poznámky                                                |
| ---- | ------------------------ | --------------------- | ------------------------------------------------------- |
| 2013 | Vyprávěj                 | Eliška                | díly: Dvojčata. Esemesky, Rakovina                      |
| 2015 | Všechny moje lásky       |                       | díl: Na lásku není nikdy pozdě                          |
| 2016 | V.I.P. vraždy            |                       | díl: Recept na smrt                                     |
| 2016 | Na vodě                  |                       | díl: O hřbitovech                                       |
| 2017 | Temný Kraj               |                       | díly: Jezinky pokračování, Zjevení, Zjevení pokračování |
| 2018 | Specialisté              |                       | díl: Tajemství nevěsty                                  |
| 2018 | Labyrint                 | kpt. Bára Vajštajnová | 3. řada                                                 |
| 2019 | Marie Terezie            | prostitutka Katy      | díly: Část třetí, Část čtvrtá                           |
| 2020 | Slunečná                 | Karolína Bendová      | hlavní postava                                          |
| 2021 | Polda                    | Mgr. Kristýna Kůsová  | 44. díl                                                 |
| 2022 | Tvoje tvář má známý hlas | sama sebe             | televizní reality show                                  |
| 2022 | Pálava                   | Ája                   | hlavní role                                             |
| 2022 | Dobré zprávy             | Gita Rosová           | hlavní role                                             |